# Cappadocini
Cappadocini es una tribu de coleópteros polífagos pertenecientes a la familia Anthribidae. Contiene los siguientes géneros: En BioLib aparece como un sinónimo de la tribu Mecocerini

## Géneros
- Alloschema
- Cappadox
- Diastatotropis
- Eczesaris
- Ethneca
- Perroudius
- Systellorhynchus